# Troublegum
Troublegum ist das zweite Major-Label-Album der nordirischen Rockband Therapy?. Es wurde am 7. Februar 1994 bei A&M Records veröffentlicht. Das Album bedeutete den Durchbruch für die Band, es erreichte Platz fünf in den britischen Charts.

## Entstehung und Stil
Das Album wurde 1993 in verschiedenen englischen Studios aufgenommen: Der Song Screamager im Februar 1993 in den Black Barn Studios, er wurde bereits im März 1993 auf der EP Shortsharpshock veröffentlicht und erreichte mit dieser Platz neun der britischen Charts. Auf der EP Face the Strange erschien im Mai 1993 bereits Turn, das im März 1993 in den Livingstone Studios aufgenommen wurde. Die restlichen Aufnahmen fanden Mitte 1993 in den Chipping Norton Studios in Oxford sowie in zwei Londoner Studios statt. Die Songs entstanden anders als bei Nurse nicht in Jam-Sessions, sondern auf der Akustikgitarre, wodurch der Gesang mehr in den Vordergrund rückte. Bei der Aufnahme legte die Band im Gegensatz zum Vorgängeralbum wert darauf, dass der Klang nicht mehr so „sauber und klinisch“ sei, Sheldons Produktion war aber im Endeffekt differenziert und eher metalähnlich. Auch sollten die Songstrukturen weniger komplex ausfallen. Zwar gab die Band an, nach wie vor Industrial Rock zu hören, wollte zu jener Zeit aber „melodische, songorientierte Kompositionen“ aufnehmen. Einige Gastmusiker waren beteiligt, beim Song Unbeliever wirkte etwa Page Hamilton von Helmet mit. Acht Singles wurden (inklusive Promo-Veröffentlichungen) ausgekoppelt, darunter das Joy-Division-Cover Isolation.
Anlässlich des 20-jährigen Bandjubiläums spielte die Band im Jahr 2010 das Album auf einigen Konzerten komplett.

## Hintergrund
Sänger Andy Cairns sagte, dass es sich bei Troublegum nicht um ein „reines Bubblegum-Album wie aus den Sixties“ handeln würde, es ginge aber von den Melodien her in diese Richtung. Da die Texte als Kontrast hierzu ernster seien, habe sich das Wortspiel des Albumtitels aus den Worten  „Trouble“ (dt. Ärger, Schwierigkeiten) und „Bubblegum“ angeboten. Die Texte wären aber bewusst unpolitisch.
Das Lied Hellbelly wurde von den Fernsehpredigern inspiriert, die laut Cairns alle vom Ruhm Jesus Christus profitieren wollen, aber nicht im geringsten dazu bereit wären, dafür auch dessen Leiden zu erdulden. Dies bezeichnet er als Scheinheiligkeit. Im Refrain singt Andy Cairns daher „Jesus without the suffering“ (dt. „Jesus ohne das Leiden“). Unbeliever ist ebenfalls ein kirchenkritisches Lied. Zum einen würde die Kirche sich laut Cairns „eine Zensur anmaßen und anderen Menschen z. B. die Darstellung von Gewalt verbieten zu wollen“. Auf der anderen Seite würden die Kirchen laut Cairns „angsteinflößende Geschichten vom quälenden Fegefeuer der Hölle verbreiten, die teilweise grausam illustriert werden“. Diese Geschichten werden gerade Kindern erzählt.
Auf eine wahre Geschichte fußt das Lied Die Laughing, dass von einem Mann handelt, der wegen seiner Depression Hilfe bei einem Psychiater sucht. Dieser verschrieb dem Patienten Valium, doch die Angstzustände des Mannes wurden noch schlimmer. Nachdem der Mann kurz davor war, Selbstmord zu begehen wandte er sich erneut an seinen Therapeuten. Da dieser keine stärkeren Medikamente mehr verschreiben konnte, empfahl er seinem Patienten, den Zirkus zu besuchen, der gerade in der Stadt wäre. Der Clown wäre „unglaublich komisch“ gewesen, worauf der Patient erwiderte, dass er der Clown ist.

„Viele Leute kommen einfach aus ihrer alltäglichen Rolle, den Glücklichen zu spielen, nicht heraus und laufen mit einer aufgesetzten Gute-Laune-Mimik durch die Gegend, obwohl es ihnen schlecht geht. Gerade daran verzweifeln sie, weil sie sich zusätzlich zu ihrem eigentlichen Leid auch noch unverstanden fühlen, weil sie sich nicht mitteilen können.“

Trigger Inside befasst sich mit dem Serienmörder Jeffrey Dahmer. Laut Andy Cairns wäre in Dahmers Leben vieles schiefgelaufen, was ihn zu seinen Taten führte. Für Cairns ergibt sich die Vorstellung, dass „etliche potentielle Massenmörder wie Zeitbomben durch die Gegend laufen, die durch eine Schlüsselsituation jederzeit ausgelöst werden könnte“.

## Rezeption
Troublegum erhielt gute Kritiken. Andy Kellman von AllMusic.com nannte die Platte einen „Meilenstein“ (englisch „landmark“). Kellman lobte vor allem das Songwriting. Obwohl die Songs einfach seien, gebe es doch eine große Vielfalt, keine zwei Songs klängen gleich. Er vergab viereinhalb von fünf Sternen sowie die Auszeichnung „AMG Album Pick“. Screamager wurde in seiner Bedeutung für Teenager mit Nirvanas Smells Like Teen Spirit verglichen. Im Rock Hard gefielen Uwe „Buffo“ Schnädelbach die eingängigen Melodien mit „Ohrwurmcharakter“. Das Album sei ein „brillanter Streifzug durch den umfangreichen Fundus der Rockmusik“. Er vergab neun von zehn Punkten. Das Album lag in der monatlichen „Richterskala“ des Magazins auf dem dritten Platz hinter Prongs Cleansing und Hanging in the Balance von Metal Church. 2005 nahm das Magazin Visions das Album auf Platz 99 in seine „150 Alben für die Ewigkeit“ auf.